# Klubowe Mistrzostwa Świata w Piłce Nożnej 2008
Klubowy Puchar Świata 2008 – jest turniejem piłkarskim który odbył się w dniach 11–21 grudnia 2008 roku w Japonii. Była to piąta edycja tego turnieju.

## Zespoły zakwalifikowane
| Zespół               | Strefa   | Kwalifikacje                                                   |
| -------------------- | -------- | -------------------------------------------------------------- |
| Gra w półfinale      |          |                                                                |
| LDU Quito            | CONMEBOL | Wygrany z Copa Libertadores 2008                               |
| Manchester United    | UEFA     | Wygrany z Liga Mistrzów UEFA (2007/2008)                       |
| Gra w ćwierćfinale   |          |                                                                |
| CF Pachuca           | CONCACAF | Wygrany z CONCACAF Champions' Cup 2008                         |
| Gamba Osaka          | AFC      | Wygrany z Liga Mistrzów AFC 2008                               |
| Al-Ahly Kair         | CAF      | Wygrany z Liga Mistrzów CAF 2008                               |
| Gra w kwalifikacjach |          |                                                                |
| Waitakere United     | OFC      | Wygrany z Klubowe Mistrzostwa Oceanii w piłce nożnej 2007/2008 |
| Adelaide United      | AFC*     | Przegrany z Liga Mistrzów AFC 2008*                            |

## Stadiony
Klubowy Puchar Świata 2008 odbywa się na 3 stadionach.
| Miasto   | Stadion                        | Pojemność |
| -------- | ------------------------------ | --------- |
| Jokohama | International Stadium Yokohama | 73.237    |
| Tokio    | National Stadium               | 57.363    |
| Toyota   | Toyota Stadium                 | 45.000    |

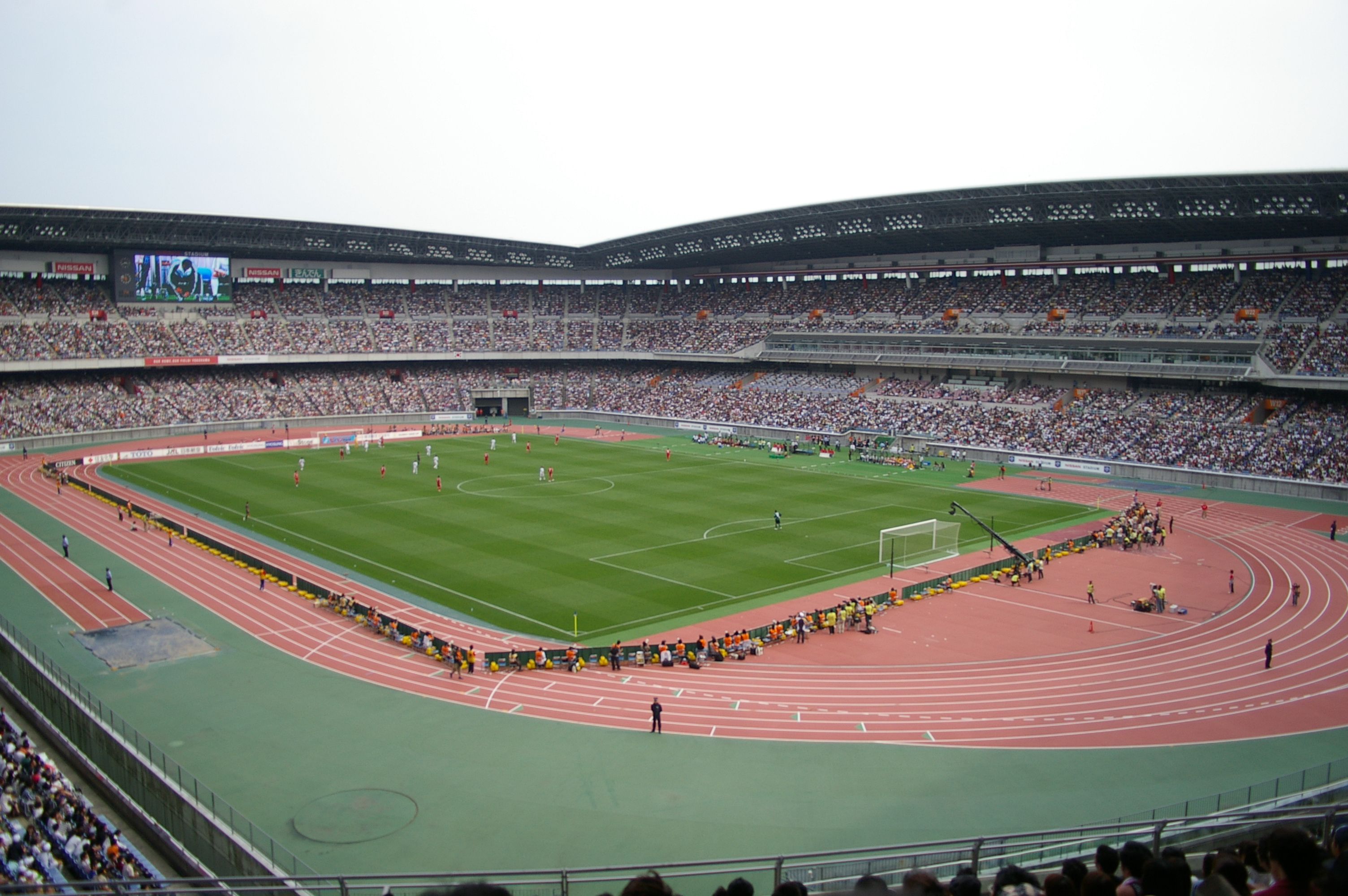
Jokohama
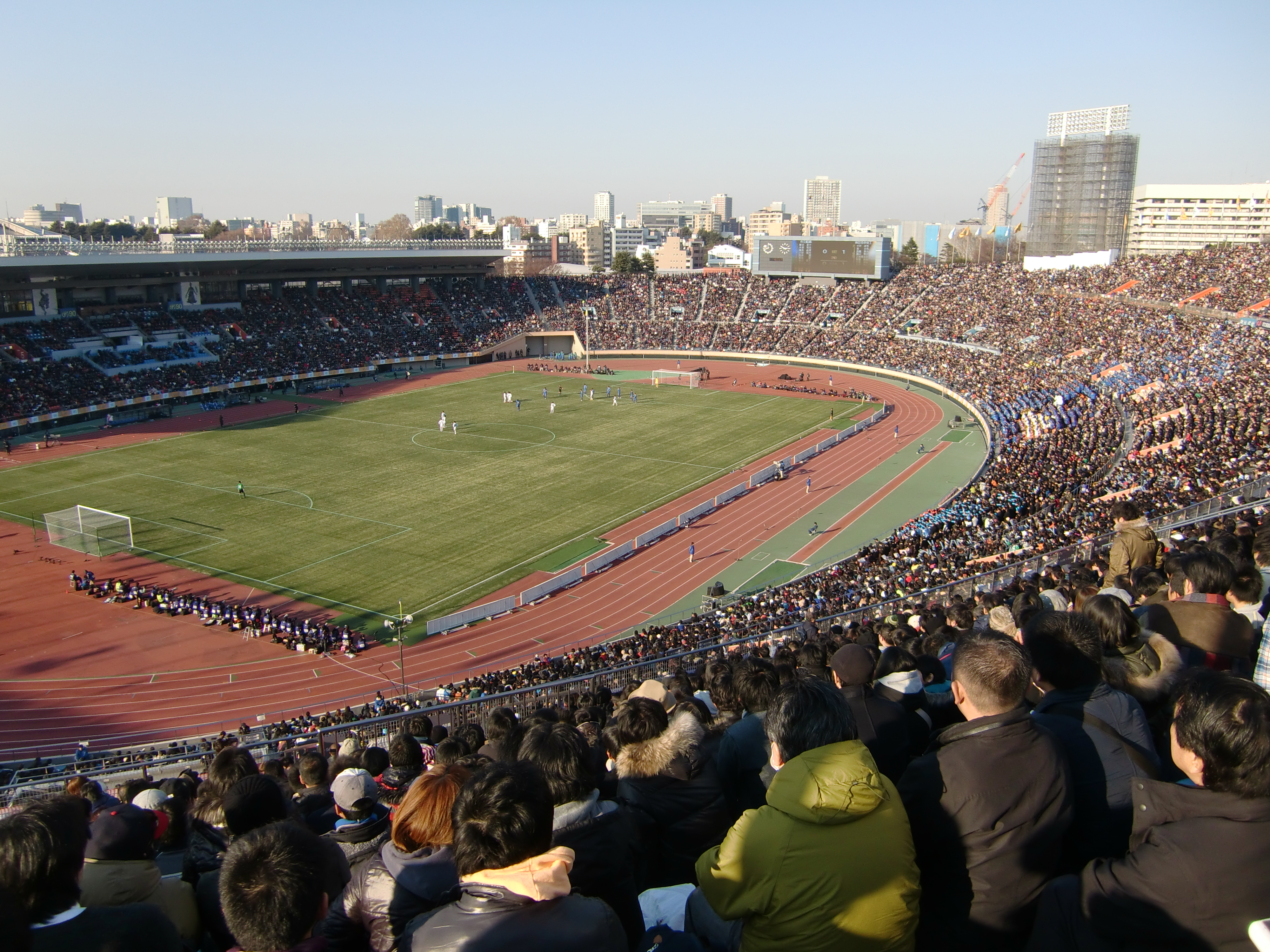
Tokio
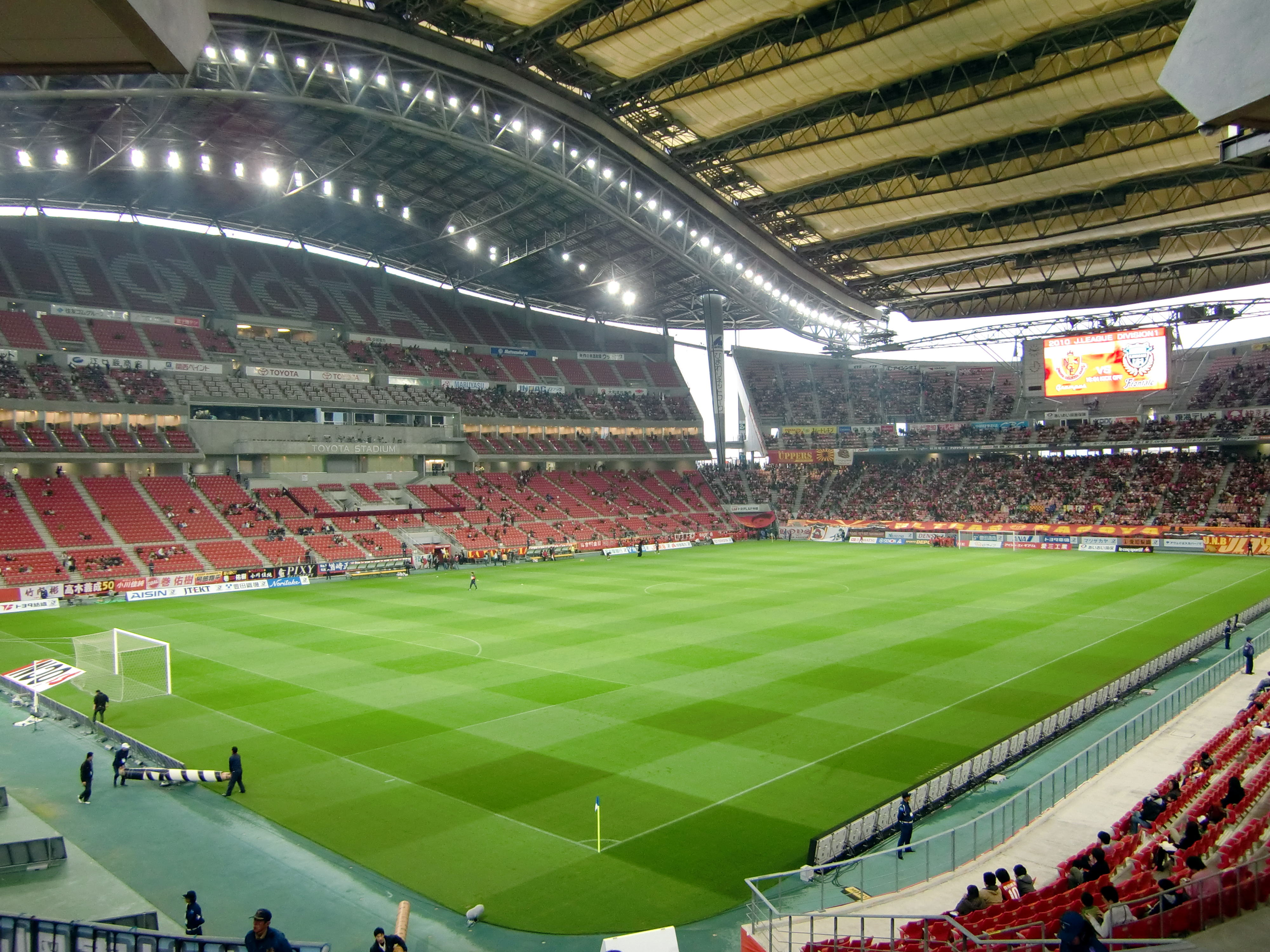
Toyota

## Sędziowie
| Sędzia                     | Asystent                | Asystent                  |
| Afryka                     | Afryka                  | Afryka                    |
| -------------------------- | ----------------------- | ------------------------- |
| Mohamed Benouza            | Nasser Sadek Abdel Nabi | Angesom Ogbamariam        |
| Azja                       |                         |                           |
| Ravshan Ermatov            | Bahadyr Kochkorov       | Abdukhamidullo Rasulov    |
| Yūichi Nishimura           | Jeong Hae-sang          | Toru Sagara               |
| Europa                     |                         |                           |
| Alberto Undiano Mallenco   | Fermin Martinez         | Juan Carlos Yuste Jimenez |
| Północna, Ameryka Środkowa |                         |                           |
| Benito Archundia           | Hector Delgadillo       | Marvin Rivera             |
| Oceania                    |                         |                           |
| Peter O’Leary              | Brent Best              | Matthew Taro              |
| Ameryka Południowa         |                         |                           |
| Pablo Pozo                 | Patricio Basualto       | Julio Diaz                |

## Premie pieniężne
Dla uczestników turnieju zostały przygotowane nagrody pieniężne. Wysokość nagród zależy od zajętego miejsca w turnieju.
Nagrody kształtują się na następującym poziomie:
- 1. miejsce: 5.000.000 $
- 2. miejsce: 4.000.000 $
- 3. miejsce: 2.500.000 $
- 4. miejsce: 2.000.000 $
- 5. miejsce: 1.500.000 $
- 6. miejsce: 1.000.000 $
- 7. miejsce: 500.000 $

## Mecze

### Drabinka
|  |                       |                       |                       |                       |                 |              |                       |                       |             |           |                       |                       |       |       |
|  | Play-off              | Play-off              |                       |                       | Ćwierćfinały    | Ćwierćfinały |                       |                       | Półfinały   | Półfinały |                       |                       | Finał | Finał |
|  | Play-off              | Play-off              |                       |                       | Ćwierćfinały    | Ćwierćfinały |                       |                       | Półfinały   | Półfinały |                       |                       | Finał | Finał |
|  |                       |                       | 13 grudnia – Tokio    |                       |                 |              |                       |                       |             |           |                       |                       |       |       |
|  |                       |                       |                       |                       |                 |              |                       |                       |             |           |                       |                       |       |       |
|  | Al-Ahly Kair          | 2                     | 17 grudnia – Tokio    | 17 grudnia – Tokio    |                 |              |                       |                       |             |           |                       |                       |       |       |
|  | Al-Ahly Kair          | 2                     | 17 grudnia – Tokio    | 17 grudnia – Tokio    |                 |              |                       |                       |             |           |                       |                       |       |       |
|  | CF Pachuca            | 4                     |                       |                       | CF Pachuca      | 0            |                       |                       |             |           |                       |                       |       |       |
|  | CF Pachuca            | 4                     |                       |                       | CF Pachuca      | 0            |                       |                       |             |           |                       |                       |       |       |
|  | 11 grudnia – Tokio    | 11 grudnia – Tokio    |                       |                       |                 |              | LDU Quito             | 2                     |             |           | 21 grudnia – Jokohama | 21 grudnia – Jokohama |       |       |
|  | 11 grudnia – Tokio    | 11 grudnia – Tokio    |                       |                       |                 |              | LDU Quito             | 2                     |             |           | 21 grudnia – Jokohama | 21 grudnia – Jokohama |       |       |
|  | Adelaide United       | 2                     | 14 grudnia – Toyota   | 14 grudnia – Toyota   |                 |              | LDU Quito             | 0                     |             |           |                       |                       |       |       |
|  | Adelaide United       | 2                     | 14 grudnia – Toyota   | 14 grudnia – Toyota   |                 |              | LDU Quito             | 0                     |             |           |                       |                       |       |       |
|  | Waitakere United      | 1                     |                       |                       | Adelaide United | 0            | 18 grudnia – Jokohama | 18 grudnia – Jokohama |             |           | Man. United           | 1                     |       |       |
|  | Waitakere United      | 1                     |                       |                       | Adelaide United | 0            | 18 grudnia – Jokohama | 18 grudnia – Jokohama |             |           | Man. United           | 1                     |       |       |
|  |                       |                       |                       |                       | Gamba Osaka     | 1            |                       |                       | Gamba Osaka | 3         |                       |                       |       |       |
|  |                       |                       |                       |                       | Gamba Osaka     | 1            |                       |                       | Gamba Osaka | 3         |                       |                       |       |       |
|  |                       |                       |                       |                       | Man. United     | 5            |                       |                       |             |           |                       |                       |       |       |
|  |                       |                       |                       |                       | Man. United     | 5            |                       |                       |             |           |                       |                       |       |       |
|  |                       |                       |                       |                       |                 |              |                       |                       |             |           |                       |                       |       |       |
|  |                       |                       |                       |                       |                 |              |                       |                       |             |           |                       |                       |       |       |
|  | Mecz o 5. miejsce     | Mecz o 5. miejsce     | Mecz o 3. miejsce     | Mecz o 3. miejsce     |                 |              |                       |                       |             |           |                       |                       |       |       |
|  | Mecz o 5. miejsce     | Mecz o 5. miejsce     | Mecz o 3. miejsce     | Mecz o 3. miejsce     |                 |              |                       |                       |             |           |                       |                       |       |       |
|  | 18 grudnia – Jokohama | 18 grudnia – Jokohama | 21 grudnia – Jokohama | 21 grudnia – Jokohama |                 |              |                       |                       |             |           |                       |                       |       |       |
|  | 18 grudnia – Jokohama | 18 grudnia – Jokohama | 21 grudnia – Jokohama | 21 grudnia – Jokohama |                 |              |                       |                       |             |           |                       |                       |       |       |
|  | Al-Ahly Kair          | 0                     | CF Pachuca            | 0                     |                 |              |                       |                       |             |           |                       |                       |       |       |
|  | Al-Ahly Kair          | 0                     | CF Pachuca            | 0                     |                 |              |                       |                       |             |           |                       |                       |       |       |
|  | Adelaide United       | 1                     | Gamba Osaka           | 1                     |                 |              |                       |                       |             |           |                       |                       |       |       |
|  | Adelaide United       | 1                     | Gamba Osaka           | 1                     |                 |              |                       |                       |             |           |                       |                       |       |       |

Czas japoński (UTC+9)

### Kwalifikacje
| 11 grudnia 2008 19:45 | Adelaide United · Mullen 39' · Dodd 83' | 2 – 11-1Raport | Waitakere United · Seaman 34' | National Stadium, Tokio Widzów: 19,777 Sędzia: Mohamed Benouza |
|                       |                                         |                |                               |                                                                |

### Ćwierćfinały
| 13 grudnia 2008 13:45 | Al-Ahly Kair · Pinto 28' (o.g.) · Flávio 44' | 2 – 4 (Dog.)2-0Raport | CF Pachuca · Montes 47' · Giménez 72' 110' · Álvarez 98' | National Stadium, Tokio Widzów: 30,158 Sędzia: Ravshan Ermatov |
|                       |                                              |                       |                                                          |                                                                |

| 14 grudnia 2008 19:30 | Adelaide United | 0 – 10-1Raport | Gamba Osaka · Endō 23' | Toyota Stadium, Toyota Widzów: 38,141 Sędzia: Pablo Pozo |
|                       |                 |                |                        |                                                          |

### Półfinały
| 17 grudnia 2008 19:30 | CF Pachuca | 0 – 20-2Raport | LDU Quito · Bieler 4' · Bolaños 26' | National Stadium, Tokio Widzów: 33,366 Sędzia: Alberto Undiano Mallenco |
|                       |            |                |                                     |                                                                         |

| 18 grudnia 2008 19:30 | Gamba Osaka · Yamazaki 74' · Endō 85' (k.) · Hashimoto 90+1' | 3 – 50-2Raport | Manchester United F.C. · Vidić 28' · Ronaldo 45+1' · Rooney 75' 79' · Fletcher 78' | International Stadium, Jokohama Widzów: 67,618 Sędzia: Benito Archundia |
|                       |                                                              |                |                                                                                    |                                                                         |

### Mecz o 5 miejsce
| 18 grudnia 2008 16:30 | Al-Ahly Kair | 0 – 10-1Raport | Adelaide United · Cristiano 7' | International Stadium, Jokohama Widzów: 35,154 Sędzia: Peter O’Leary |
|                       |              |                |                                |                                                                      |

### Mecz o 3 miejsce
| 21 grudnia 2008 16:30 | CF Pachuca | 0 – 10-1Raport | Gamba Osaka · Yamazaki 29' | International Stadium, Jokohama Widzów: 62,619 Sędzia: Pablo Pozo |
|                       |            |                |                            |                                                                   |

### FINAŁ
| 21 grudnia 2008 19:30 | LDU Quito | 0 – 10-0Raport | Manchester United F.C. · Rooney 73' | International Stadium, Jokohama Widzów: 68,682 Sędzia: Ravshan Ermatov |
|                       |           |                |                                     |                                                                        |

## Strzelcy
3 gole
- Wayne Rooney (Manchester United)

2 gole
- Yasuhito Endō (Gamba Osaka)
- Christian Giménez (Pachuca)
- Masato Yamazaki (Gamba Osaka)

1 gol
- Damián Álvarez (Pachuca)
- Claudio Bieler (LDU Quito)
- Luis Bolaños (LDU Quito)
- Cristiano (Adelaide United)
- Travis Dodd (Adelaide United)
- Flávio (Al-Ahly)
- Darren Fletcher (Manchester United)
- Hideo Hashimoto (Gamba Osaka)
- Luis Montes (Pachuca)
- Daniel Mullen (Adelaide United)
- Cristiano Ronaldo (Manchester United)
- Paul Seaman (Waitakere United)
- Nemanja Vidić (Manchester United)

Gole samobójcze
- Fausto Pinto (Pachuca; gol z Al-Ahly)

## Końcowa klasyfikacja

### Tabela finałowa
| Miejsce | Klub              | Państwo       | Konfederacja |
| ------- | ----------------- | ------------- | ------------ |
| 1       | Manchester United | Anglia        | UEFA         |
| 2       | LDU Quito         | Ekwador       | CONMEBOL     |
| 3       | Gamba Osaka       | Japonia       | AFC          |
| 4       | CF Pachuca        | Meksyk        | CONCACAF     |
| 5       | Adelaide United   | Australia     | AFC          |
| 6       | Al-Ahly Kair      | Egipt         | CAF          |
| 7       | Waitakere United  | Nowa Zelandia | OFC          |

## Nagrody
| Złota piłka                | Srebrna piłka               | Brązowa piłka     |
| -------------------------- | --------------------------- | ----------------- |
| Rooney (Manchester United) | Ronaldo (Manchester United) | Manso (LDU Quito) |

| Fair play | Adelaide United |